# Škoda Transtech

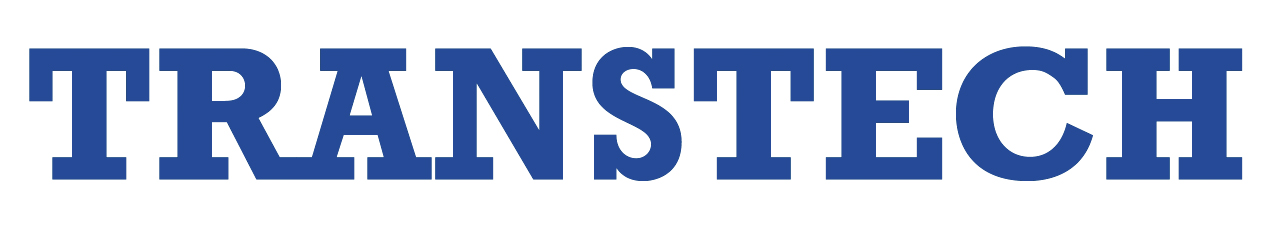
Dříve používané logo společnosti

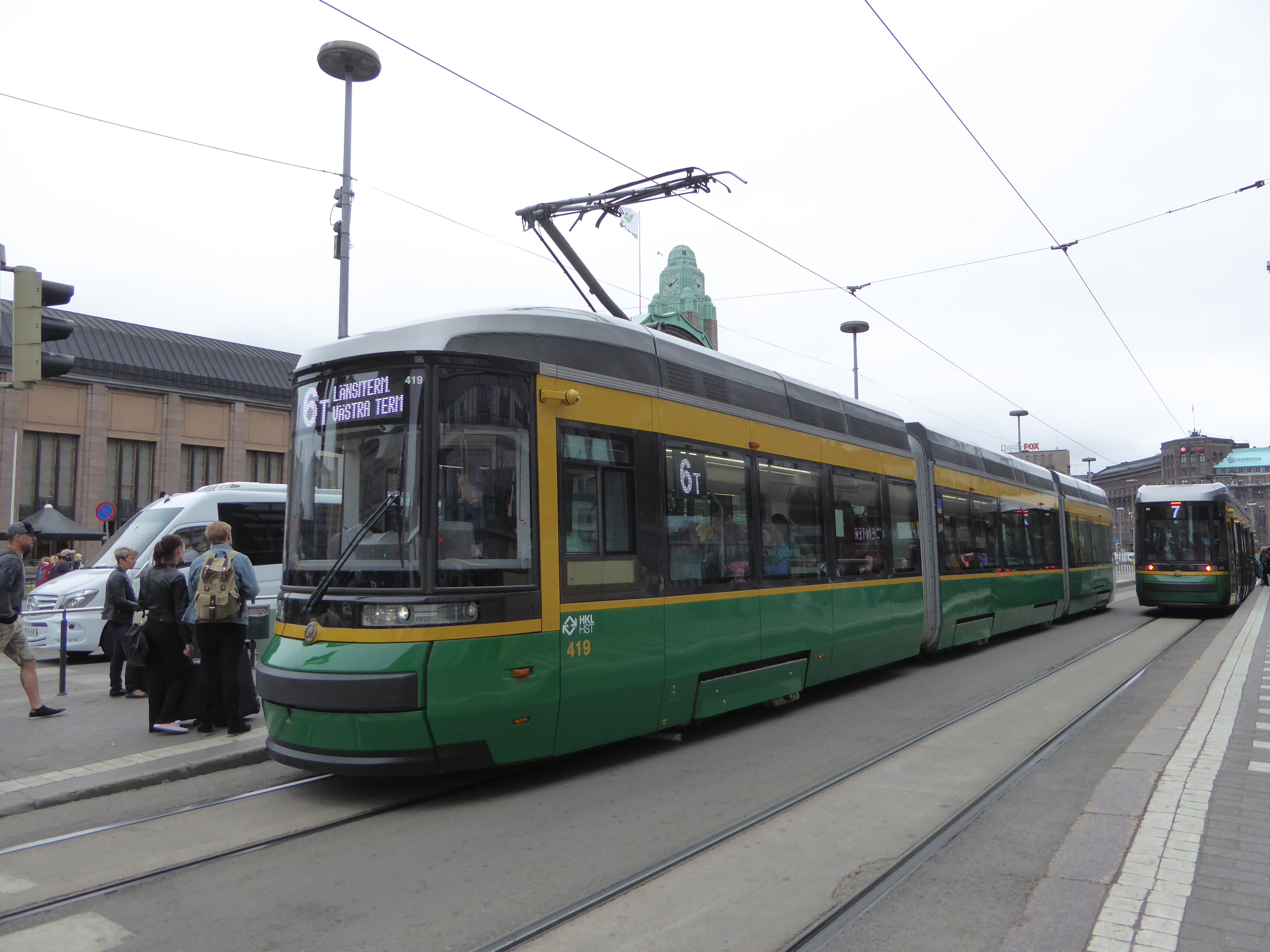
Nízkopodlažní tramvaj Artic vyráběná pro finské hlavní město Helsinky

Škoda Transtech Oy je jedním z nejvýznamnějších finských výrobců kolejových vozidel. Mezi jeho hlavní produkty patří zejména nízkopodlažní tramvaje a dvoupodlažní železniční vozy. Výrobce se specializuje na spolehlivost svých výrobků v extrémně nízkých teplotách, které ve Skandinávii v zimě panují. Sídlo společnosti se nachází ve městě Oulu, výroba pak probíhá v obci Otanmäki. Společnost je členem skupiny Škoda Transportation.

## Historie
Společnost byla založena v roce 1985, kdy finská strojírenská firma Rautaruukki začala vyrábět nákladní železniční vozy v obcích Otanmäki a Taivalkoski. Od roku 1991 se v závodech vyráběly výrobky společnosti Valmet, která se zabývá vývojem a výrobou lokomotiv a přepravních železničních vozů. V roce 1998 byl závod v obci Taivalkoski prodán společnosti Telatek Oy.
V roce 1999 mateřská společnost Rautaruukki prodala firmu Transtech španělské společnosti Talgo, která se zabývá výrobou vysokorychlostních vlaků. Společnost byla přejmenována na Talgo Oy. V roce 2007 byl prodán závod v Otanmäki zpět do Finska investiční společnosti Pritech Oy a vrátil se ke svému předchozímu názvu Transtech. V srpnu roku 2015 koupila plzeňská strojírenská společnost Škoda Transportation tříčtvrtinový podíl ve firmě. V roce 2018 získala Škoda Transportation zbývající čtvrtinový podíl a přejmenovala společnost na Škoda Transtech Oy.

## Produkty
Společnost počátkem 90. let 20. století vyráběla dieselové lokomotivy řady Dr16 pro finského státního železničního dopravce.
Od roku 1998 dodává finským drahám dvoupodlažní osobní vozy pro vlaky na delší vzdálenosti.
Tyto vozy jsou konstruovány pro rychlost 200 km/h a pro náročné teplotní podmínky do −35 °C.
Od roku 2005 finské dráhy provozují vozy pro přepravu automobilů od společnosti Transtech, které slouží na lince mezi jihem a severem země.
Od roku 2006 společnost vyrábí dvoupodlažní spací vozy. V dalších letech pak přibyly ještě dvoupodlažní řídicí vozy a dvoupodlažní restaurační vozy.
V letech 2013 až 2020 byly dodávány nízkopodlažní tramvaje označené Artic do Helsinek. Dvojice prototypů z této zakázky byla prodána do německého města Schöneiche, které si v roce 2019 objednalo další jednu tramvaj tohoto typu, poslední celé této série. S odvozenými typy uspěla Škoda Transportation v několika dalších tendrech, například v Tampere, Bonnu, Mannheimu, Ostravě a v Plzni.
Od roku 2020 se Škoda Transtech též podílí na dodávkách 32 elektrických jednotek pro lotyšského dopravce Pasažieru vilciens.